# Kel-Tec RDB半自動步槍
Kel-Tec RDB （縮寫及簡稱為RDB ，全稱：Rifle, Downward-ejection, Bullpup，意為：向下拋殼型犢牛式步槍）是一枝由槍械設計師喬治·凱爾格倫所設計、美国佛罗里达州可可市槍械公司Kel-Tec數控工業公司研製及生產的犢牛式半自動步槍，發射5.56×45毫米北約／.223 Remington口徑步枪子彈。
Kel-Tec RDB使用一具裝有彈簧支撐的拋殼頂桿和退殼勾的轉拴式槍栓，將發射過後的彈殼彈殼向著下方拋出槍外，解決了左手射擊時彈殼拋向射手面部及氣體灼傷的問題。

## 設計細節
Kel-Tec RDB為模塊化的設計，分為四個總成組件，並以HK樣式銷釘固定在一起： 
- 槍管總成組件，由槍管總成、光學導軌、護木、氣動系統和拉機柄所組成；
- 機匣總成組件，主要是序列化的钢製機匣、槍托緩沖墊、後座緩衝裝置和隔熱／托腮板所組成；
- 槍栓總成組件，由槍栓座、導桿、反沖彈簧和槍栓組件所組成；以及
- 握把總成組件，包括火控裝置、扳機和擊錘機構、彈匣插槽和拋殼口所組成。

RDB採用了短衝程活塞系統操作，以及閉鎖式槍栓擊發。槍管總成組件當中內置了導氣調節器，以使使用者可以調整用於槍機循環的導氣量。RDB亦採用了獨特的向下拋殼模式，可讓使用者從步槍左右任何一側擊發。在抽殼和拋殼的循環操作當中，擊發過後的彈殼會向後拖動到彈匣上方，直到位於其後方的拋殼斜槽。RDB的槍栓採用了雙拋殼挺，以協助向著正確方向拋出彈殼，因而即使將步槍倒置亦能正常操作。儘管其他的犢牛式步槍（即FN 2000、Kel-Tec RFB、沙漠科技MDR）都採用了前拋設計以便進行靈巧使用，但這些解決方案往往都會增加設計的部件與復雜性。還有其他犢牛式步槍可把拋殼方向從一側轉換為另一側（即斯泰爾AUG、IWI塔沃爾），但如無特殊部件，可能無法這樣做。

## 衍生型
- RDB-17[4]
- RDB-20[4]
- RDB-C[3]
- RDB-S（救生型）[8]

### M43
Kel-Tec M43是一種類似的設計，具有磷化處理钢製部件，並且以木製手槍握把、護木和槍托尾板取代聚合物部件。M43裝有整體式槍管前端準星和機匣頂部的摺疊式照門，而且可以AR-15的彈匣供彈。它裝有靈巧的槍機釋放按鈕、可手動鎖定後方位置的拉機柄以及短行程導氣活塞管以上的隔熱罩。

## 資料來源
1. 1 2 3  . The Daily Caller.   [2017-02-13]. （原始内容存档于2019-01-07）.
2. ↑  .   [2018-04-23]. （原始内容存档于2013-10-04）.
3. 1 2  . Soldier of Fortune.   [2017-02-13]. （原始内容存档于2017-02-14）.
4. 1 2 3 4 5  . Kel-Tec（英语：Kel-Tec）.   [2017-02-13]. （原始内容存档于2019-02-23）.
5. 1 2  . Blue Book of Gun Values.   [2017-10-28]. （原始内容存档于2017-10-30）.
6. ↑   (PDF). Kel-Tec（英语：Kel-Tec）.   [2017-02-13]. （原始内容 (PDF)存档于2017-02-14）.
7. ↑  . Military Arms Channel.   [2015-10-15]. （原始内容存档于2020-11-06）.
8. ↑  . Truth about Guns.   [2017-02-13]. （原始内容存档于2017-07-11）.

## 外部連結
- （英文）—Kel-Tec CNC RDB（页面存档备份，存于）
- （英文）—Modern Firearms—Kel-tec RDB （页面存档备份，存于）
- （英文）—The Firearm Blog.com—
  - New Kel-Tec Bullpups （页面存档备份，存于）
  - Kel-Tec’s RDB and M43 Bullpup Rifles （页面存档备份，存于）
  - Kel-Tec RDB Bullpup: First Impressions （页面存档备份，存于）
  - MAC Takes A Look Inside The Kel-Tec RDB （页面存档备份，存于）
  - InRange TV Gives The Kel-Tec RDB A Mudbath… And The Results Ain’t Pretty （页面存档备份，存于）
  - Kel-Tec RDB Survival Bullpup | SHOT 2017 （页面存档备份，存于）
  - New Kel-Tec RDB Survival and KSG-25 | SHOT 2017 （页面存档备份，存于）
- （英文）—Tactical-Life.com—Kel-Tec RDB （页面存档备份，存于）
- （英文）—YouTube上的Kel-Tec RDB Commercial 2015